# Гудег
Гудег је традиционално јело са острва Јава у Индонезији, које је посебно популарно у Јогјакарти и Суракарти. Главни састојак гудега је незрела папаја, која се кува у кокосовом млеку и палмином шећеру, уз разне зачине попут галангал, листа ловора и корijандера. Ово јело има карактеристичан слаткаст укус и сматра се симболом јаванске кухиње.

## Карактеристике
Гудег је познат по свом благом и слаткастом укусу, што га разликује од већине индонежанских јела која су често зачињена и љута. Углавном се служи уз пиринач, пилетину кувану у зачинима, јаја кувана у сосу од соје, као и уз самбал – љути сос од чилија.

## Историја
Порекло гудега везује се за Јогјакарту у 16. веку, у време када је Јава била под утицајем Матарaмског краљевства. У почетку је припреман као једноставно јело од незреле папаје, која је била доступна у великим количинама. Касније су додати кокосово млеко и палмин шећер, што је дало препознатљив слатки укус. Данас је гудег постао не само свакодневни оброк већ и кулинарски симбол Јогјакарте.

## Припрема
За припрему гудега користи се:
- незрела папаја, ољуштена и исечена на мале комаде;
- кокосово млеко;
- палмин шећер;
- галангал, бели лук, корijандер, листа ловора и соја сос.

Састојци се кувају на лаганој ватри неколико сати, док папаја не постане мекана и не упије ароме кокоса и зачина. Током кувања додају се јаја и комади пилетине, како би се створила комплетна порција.

## Врсте
Постоји више врста гудега:
- Гудег суви (Gudeg kering) – садржи мање течности, чвршће текстуре, погодан за дуго чување и транспорт.
- Гудег влажни (Gudeg basah) – садржи више соса и служи се одмах након припреме.
- Гудег Јогја – слаткији и благог укуса.
- Гудег Соло – варијанта из Суракарте, мање слатка и са више кокосовог млека.

## Културни значај
Гудег није само јело, већ део културног идентитета Јаве. Јогјакарта је позната као „град гудега“, а дуж улица могу се наћи бројни ресторани специјализовани за ово јело, познати као „гудег куће“. Гудег се често продаје у лименкама како би се лакше преносио и извозио.

## Нутритивне вредности
| Енергија | Протеини | Масти | Угљени хидрати |
| -------- | -------- | ----- | -------------- |
| 150 kcal | 2 г      | 5 г   | 25 г           |